# Agenioideus cinctellus

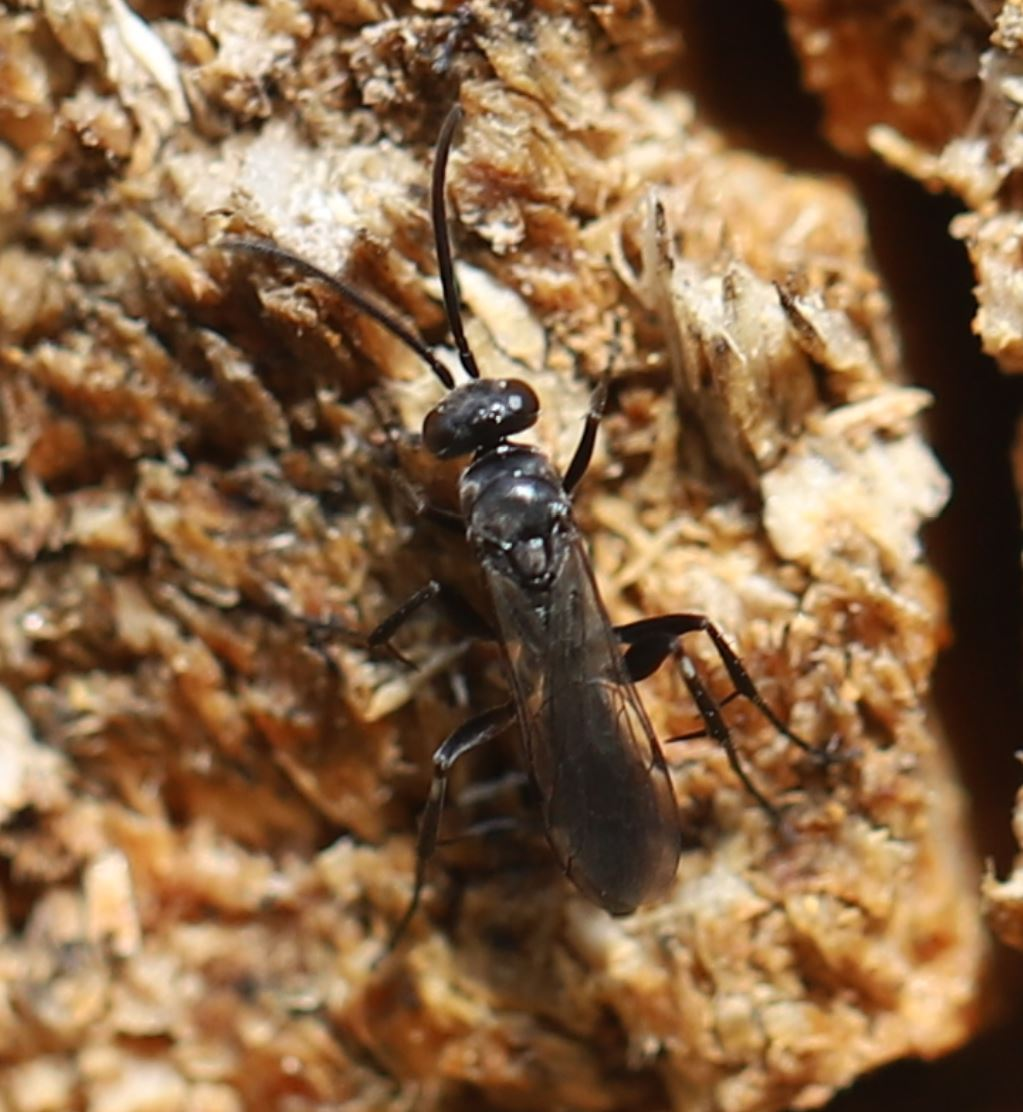
Männchen, Dorsalansicht

Agenioideus cinctellus ist ein Hautflügler aus der Familie der Wegwespen (Pompilidae).

## Merkmale
Die Tiere erreichen eine Körperlänge von 3,5 bis 6,5 Millimetern (Weibchen) bzw. 3,5 bis 5,5 Millimetern (Männchen). Ihr Hinterleib ist schwarz gefärbt, die übrige Körperfärbung ist sehr variabel, so können Weibchen etwa rotbraune Beine oder Männchen weißlich gefleckte hintere Tibien haben. Häufig besitzen die Tiere am Augeninnenrand einen weißen, ovalen Fleck. Bei der ähnlichen Art Agenioideus usurarius ist das dritte Tergit rot gefärbt, Kopf, Thorax und Beine sind schwarz.

## Vorkommen
Die Art kommt in Europa, im Süden jedoch nur im Gebirge vor und fehlt in Westeuropa. Sie besiedelt sämtliche trockenen und temperaturbegünstigten, offenen Lebensräume, auch im Siedlungsbereich. Die Tiere fliegen in einer Generation von Anfang Mai bis Ende September. Die Art ist in Mitteleuropa verbreitet anzutreffen.

## Lebensweise
Das Nest wird an einem warmen Ort in Hohlräumen, wie etwa Mauerritzen, Holzspalten, Schneckenhäuser oder verlassenen Wespennestern angelegt. Die Brut wird in der Regel mit Krabbenspinnen oder Springspinnen versorgt. Die Art wird von der Kuckuckswespe Ceropales maculata parasitiert. 